# Pat Cullen
Patricia Yvonne Cullen, née en 1965, est une personnalité politique irlandaise du Sinn Féin, syndicaliste et infirmière, députée pour la circonscription Fermanagh and South Tyrone depuis 2024. Elle est directrice générale et secrétaire générale du Royal College of Nursing de juillet 2021 à mai 2024.

## Biographie

### Jeunesse
Patricia Yvonne Cullen naît en 1965, à Carrickmore, dans le comté de Tyrone. Elle est la plus jeune des sept enfants,. Sa sœur souffre d'un trouble de l'apprentissage, ce qui l'incite à étudier les soins infirmiers en santé mentale. Sur les six filles que ses parents ont, quatre deviennent infirmières.

### Carrière
Pat Cullen travaille comme infirmière communautaire dans l'ouest de Belfast pendant le conflit nord-irlandais. Elle devient ensuite psychothérapeute agréée. Elle occupe ensuite des postes à l'Agence de santé publique et au Conseil de la santé et des soins sociaux, avant de rejoindre le Royal College of Nursing en 2016. En mai 2019, elle deviente directrice du conseil d'administration de l'Irlande du Nord du RCN. Elle commence à exercer les fonctions de secrétaire générale et de directrice générale en avril 2021 et est nommée secrétaire générale et directrice générale par intérim de la CNR britannique en juillet 2021.
Fin 2022, elle dirige les grèves du Service national de santé, au cours desquelles les infirmières anglaises et galloises se mettent en grève pour la première fois en 106 ans d'histoire du syndicat des infirmières. En avril 2023, son syndicat annonce une grève pour le week-end des vacances de mai (du 30 avril au 2 mai) à la suite du rejet de l'offre salariale par les membres de la MRC.
En 2023, Pat Cullen est décrite par le New Statesman comme « l'un des dirigeants syndicaux les plus éminents du Royaume-Uni ». Elle figure en effet à la 15e place de la liste des personnalités de gauche les plus puissantes de l'année, devant de nombreuses personnalités politiques élues.
En mai 2024, elle annonce qu'elle quitte son poste à la RCN pour se présenter aux élections générales de 2024 au Royaume-Uni,, au cours desquelles elle est élue députée de la circonscription Fermanagh and South Tyrone.

### Vie personnelle
Elle est mariée et mère de famille.